# Einartshausen
Einartshausen ist ein Stadtteil von Schotten im mittelhessischen Vogelsbergkreis. Der Ort liegt, von Wald umgeben, am Rand des Vogelsberges westlich des Hauptortes. In der Gemarkung liegt der Oberwaider Hof.

## Gemarkungsfläche
- 1854 Morgen (Einheit): 2133, davon 656 Acker, 588 Wiesen, 860 Wald[1]
- 1961 Hektar: 542, davon 228 Wald[1]

## Ortsgeschichte

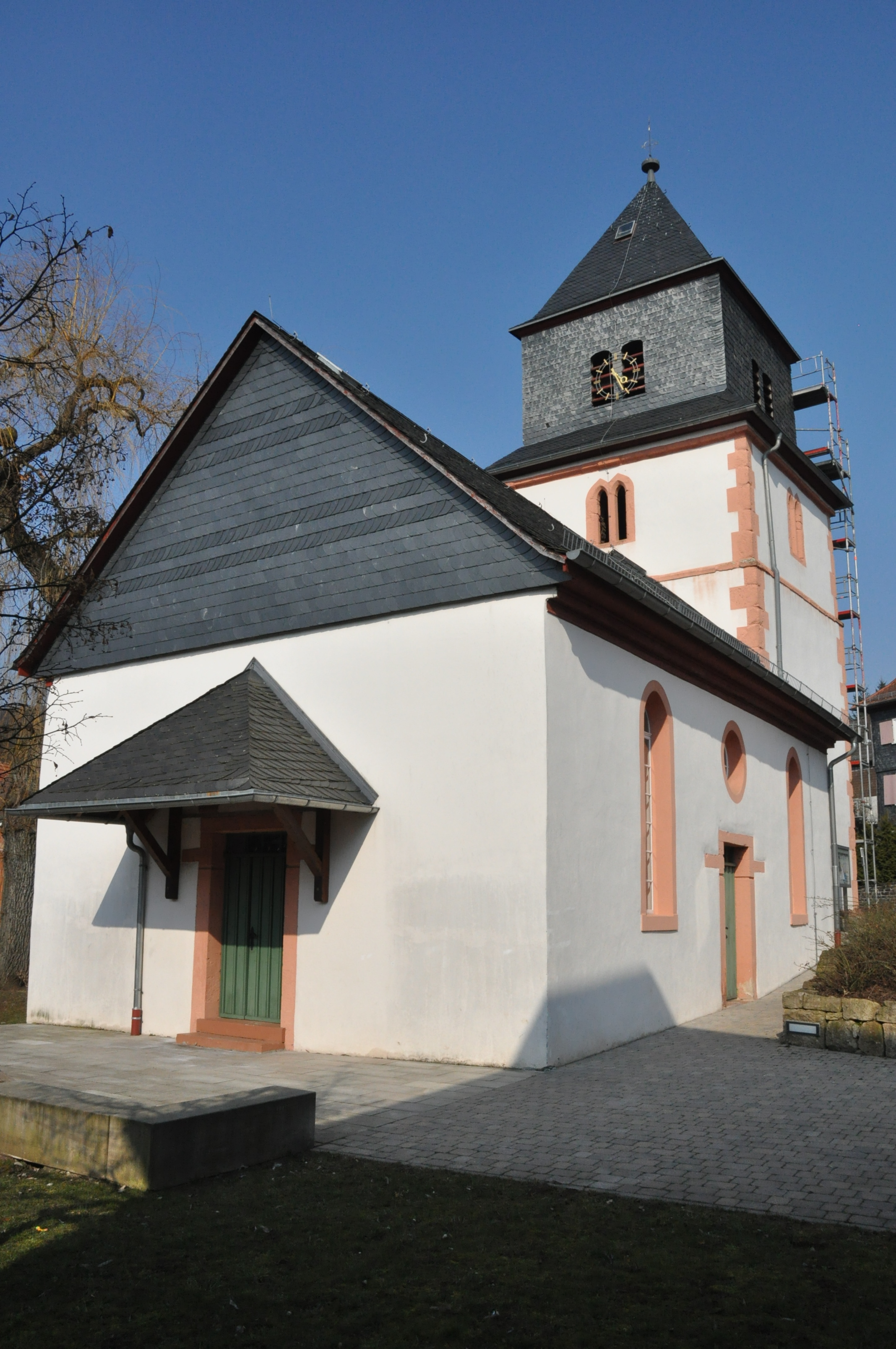
Schotten-Einartshausen, ev. Kirche, ehem. St. Nikolaus

### Mittelalter
Die Ortsnamensendung -hausen lässt auf eine fränkische Besiedlung schließen. Die erste urkundliche Erwähnung erfolgte zwischen den Jahren 890 und 904 als Einharteshuson.
1187 übertrug Graf Berthold II. von Nidda den Johannitern in Nidda Güter in „Einhardeshusen“ und 25 anderen Orten im Vogelsberg und in der Wetterau.
Für die Zeit vom Hochmittelalter bis zum Spätmittelalter und dem Beginn der Neuzeit ist die geschichtliche Entwicklung des Dorfes mit der von Gonterskirchen weitgehend identisch. In einer Urkunde aus dem Jahre 1340 heißt es: „unsir burg und dorf laupach und die dorfere und gerichte, die darzuo gehorent: ... Flensingen, Guntherskirchen, Stoghusin, Osilsdorf, Aeinhartshausen... .“. Einartshausen zählte also zu den Dörfern und Gerichten, welche zu Burg und Dorf Laubach gehörten.
In der Solmser Teilung von 1432 gelangte Einartshausen mit Laubach an Graf Johann von Solms.
Im 13. Jahrhundert entstand eine Kirche, welche zwischen 1262 und 1270 geweiht wurde. Es ist die heutige Kirche, deren Chorturm heute noch erhalten ist.

### Neuzeit
1548 teilte sich Solms-Hohensolms-Lich erneut, und Einartshausen kam an die Linie Solms-Laubach.
1607 wurde die Grafschaft Solms-Rödelheim geschaffen. Am Ende des 17. Jahrhunderts kam es zu Konflikten zwischen Solms-Laubach und Solms-Rödelheim. Am 26. November 1701 begannen Vergleichsverhandlungen, die im Sommer 1704 abgeschlossen wurden. Friedrich Ernst zu Laubach verzichtete auf seinen Teil an Solms-Rödelheim, die Brüder Ludwig und Ludwig Heinrich auf ihr Fünftel an Laubach. Die Rödelheimer Linie bekam als Wertausgleich „das Dorff Einartshausen nebst zugehöriger schöner waldung als auch aller hohen und niederen sowohl geist.- als auch weltl. Jurisdiction auf Ewig, ... wodurch wir ... in die endl. Ruhe undt Einigkeit gesezt worden.“
Nach dem Herrschaftswechsel wurde von Solms-Rödelheim im Dorf eine „Verwalterei“ eingerichtet, da alle anderen Orte der Grafschaft in der Wetterau lagen. Der Verwalter in Einartshausen übernahm die Funktionen eines Amtmanns und eines Kellers. 1728 wurde er sogar noch zum Jäger bestimmt. Die Landkassenrechnungen weisen für Einartshausen als Geldzahlungen nur Wacht- und Monatsgelder aus.
Die Herrschaft Solms-Rödelheim erlaubte und förderte das Entstehen einer jüdischen Gemeinde in Einartshausen.
1806 kam das Dorf in das Großherzogtum Hessen, Provinz Oberhessen mit dem Amt Nieder-Wöllstadt. Es gehörte von 1822 bis 1837 zum Landratsbezirk Hungen, dann zum Kreis Grünberg, bis 1849 zum Landgericht Laubach, anschließend zum Landgericht Schotten. Als Folge der Revolution von 1848 wurden im Großherzogtum Regierungsbezirke gebildet, welche aber nicht mit den heutigen vergleichbar sind. Einartshausen gehörte nun seit 1848 zum Regierungsbezirk Gießen, der aber 1852 bereits wieder aufgelöst wurde. Seit dieser Zeit gehörte es zum Kreis Schotten, der im November 1938 aufgelöst wurde. Einartshausen kam zum Landkreis Büdingen, der 1972 teilweise in den Vogelsbergkreis integriert wurde.
1889 wurde die Schule erbaut.
Am 28. Juni 1896 wurde dem Förster Georg Heinrich Karpf von Einartshausen das Allgemeine Ehrenzeichen mit der Inschrift „Für 50jährige treue Dienste“ verliehen.
Zum 1. April 1972 wurde die bis dahin selbständige Gemeinde Einartshausen im Zuge der Gebietsreform in Hessen auf freiwilliger Basis in die Stadt Schotten eingegliedert. Für den Stadtteil Einartshausen wurde ein Ortsbezirk errichtet.

### Verwaltungsgeschichte im Überblick
Die folgende Liste zeigt die Staaten und Verwaltungseinheiten, denenEinartshausend angehört(e):
- vor 1806: Heiliges Römisches Reich, Grafschaft Solms-Rödelheim, Amt Nieder-Wöllstadt
- ab 1806: Großherzogtum Hessen (Souveränitätslande),[Anm. 2] Fürstentum Oberhessen, Amt Nieder-Wöllstadt (zur Standesherrschaft Solms gehörig)
- ab 1815: Großherzogtum Hessen (Souveränitätslande), Provinz Oberhessen, Amt Nieder-Wöllstadt (zur Standesherrschaft Solms gehörig)
- ab 1822: Großherzogtum Hessen, Provinz Oberhessen, Landratsbezirk Hungen[13][Anm. 3]
- ab 1837: Großherzogtum Hessen, Provinz Oberhessen, Kreis Grünberg
- ab 1848: Großherzogtum Hessen, Regierungsbezirk Gießen
- ab 1852: Großherzogtum Hessen, Provinz Oberhessen, Kreis Schotten
- ab 1867: Norddeutscher Bund,[Anm. 4]  Großherzogtum Hessen, Provinz Oberhessen, Kreis Schotten
- ab 1871: Deutsches Reich, Großherzogtum Hessen, Provinz Oberhessen, Kreis Schotten
- ab 1874: Deutsches Reich, Großherzogtum Hessen, Provinz Oberhessen, Kreis Schotten
- ab 1918: Deutsches Reich (Weimarer Republik), Volksstaat Hessen, Provinz Oberhessen, Landkreis Schotten
- ab 1938: Deutsches Reich, Volksstaat Hessen, Landkreis Büdingen[14][Anm. 5]
- ab 1945: Amerikanische Besatzungszone, Groß-Hessen,[Anm. 6] Regierungsbezirk Darmstadt, Landkreis Büdingen
- ab 1946: Amerikanische Besatzungszone, Land Hessen, Regierungsbezirk Darmstadt, Landkreis Büdingen
- ab 1949: Bundesrepublik Deutschland, Land Hessen, Regierungsbezirk Darmstadt, Landkreis Büdingen
- ab 1972: Bundesrepublik Deutschland, Land Hessen, Regierungsbezirk Darmstadt, Vogelsbergkreis, Stadt Schotten, Stadt Schotten[Anm. 7]
- ab 1981: Bundesrepublik Deutschland, Land Hessen, Regierungsbezirk Gießen, Vogelsbergkreis, Stadt Schotten

### Jüdische Gemeinde
Im Herrschaftsbereich der Grafen von Solms-Rödelheim gab es einige Dörfer mit einem hohen Anteil jüdischer Einwohner. Dies waren Niederursel, Nieder-Wöllstadt und Einartshausen.
1706 wurden erstmals Juden als Einwohner in Einartshausen erwähnt. Sie lebten meist unter ärmlichen Verhältnissen. Die jüdische Gemeinde hatte einen Vorsteher und betete in der örtlichen Synagoge. Diese wurde um die Mitte des 18. Jahrhunderts errichtet. Es gab ein rituelles Bad und eine jüdische Schule. Der jüdische Friedhof wurde seit dieser Zeit belegt.
Im 19. Jahrhundert waren von den Dorfbewohnern meist mehr als 10 % jüdischen Glaubens. Um 1770 lebten etwa zwölf jüdische Familien im Dorf, 1828 waren es 52 Juden, 1861, 1880 51, die rund 13 % der Bevölkerung bildeten. Im 20. Jahrhundert nahm die jüdische Bevölkerung stark ab, von 40 Personen im Jahr 1900 bis auf sieben 1933.
Die Synagoge wurde in der Pogromnacht 1938 erheblich beschädigt und diente lange als landwirtschaftliches Gebäude. Nach dem Abbruch der Synagoge 1964 wurde dort das Dorfgemeinschaftshaus errichtet. Hier wurde 1999 eine Gedenktafel angebracht. Dies geschah auf wiederholten Wunsch des ehemaligen Oberbürgermeisters von Netanja, Avram Bar Menachem. Dessen Großmutter stammte aus Einartshausen. Avram Bar Menachem war in Wieseck geboren worden.
13 Juden aus Einartshausen wurden im Holocaust ermordet.

## Bevölkerung

### Einwohnerstruktur 2011
Nach den Erhebungen des Zensus 2011 lebten am Stichtag dem 9. Mai 2011 in Einartshausen 480 Einwohner. Darunter waren 15 (3,3 %) Ausländer.
Nach dem Lebensalter waren 75 Einwohner unter 18 Jahren, 168 zwischen 18 und 49, 123 zwischen 50 und 64 und 114 Einwohner waren älter.
Die Einwohner lebten in 216 Haushalten. Davon waren 57 Singlehaushalte, 84 Paare ohne Kinder und 51 Paare mit Kindern, sowie 18 Alleinerziehende und 6 Wohngemeinschaften. In 54 Haushalten lebten ausschließlich Senioren und in 129 Haushaltungen lebten keine Senioren.

### Einwohnerentwicklung
| Einartshausen: Einwohnerzahlen von 1834 bis 2020 | Einartshausen: Einwohnerzahlen von 1834 bis 2020 | Einartshausen: Einwohnerzahlen von 1834 bis 2020 | Einartshausen: Einwohnerzahlen von 1834 bis 2020 | Einartshausen: Einwohnerzahlen von 1834 bis 2020 |
| --- | ------------------------------------------------ | ------------------------------------------------ | ------------------------------------------------ | ------------------------------------------------ |
| Jahr |                                                  |                                                  |                                                  | Einwohner                                        |
| 1834 | 1834                                             |                                                  | 426                                              | 426                                              |
| 1852 | 1852                                             |                                                  | 448                                              | 448                                              |
| 1858 | 1858                                             |                                                  | 390                                              | 390                                              |
| 1905 | 1905                                             |                                                  | 334                                              | 334                                              |
| 1939 | 1939                                             |                                                  | 334                                              | 334                                              |
| 1946 | 1946                                             |                                                  | 443                                              | 443                                              |
| 1956 | 1956                                             |                                                  | 358                                              | 358                                              |
| 1961 | 1961                                             |                                                  | 317                                              | 317                                              |
| 1970 | 1970                                             |                                                  | 338                                              | 338                                              |
| 1980 | 1980                                             |                                                  | ?                                                | ?                                                |
| 1990 | 1990                                             |                                                  | ?                                                | ?                                                |
| 2000 | 2000                                             |                                                  | ?                                                | ?                                                |
| 2004 | 2004                                             |                                                  | 514                                              | 514                                              |
| 2010 | 2010                                             |                                                  | 493                                              | 493                                              |
| 2015 | 2015                                             |                                                  | 459                                              | 459                                              |
| 2020 | 2020                                             |                                                  | 443                                              | 443                                              |
| Datenquelle: Historisches Gemeindeverzeichnis für Hessen: Die Bevölkerung der Gemeinden 1834 bis 1967. Wiesbaden: Hessisches Statistisches Landesamt, 1968. Weitere Quellen: LAGIS; Einwohnerzahlen nach 2000:; Zensus 2011 |                                                  |                                                  |                                                  |                                                  |

### Politik
Für Einartshausen besteht ein Ortsbezirk (Gebiete der ehemaligen Gemeinde Einartshausen) mit Ortsbeirat und Ortsvorsteher nach der Hessischen Gemeindeordnung.
Der Ortsbeirat besteht aus neun Mitgliedern.
Bei den Kommunalwahlen in Hessen 2021 betrug die Wahlbeteiligung 58,82 %. Alle Kandidaten gehören der „Bürgerliste Einartshausen“ an. Der Ortsbeirat wählte Heiko Wichmann zum Ortsvorsteher.

## Kultur
In der Liste der Kulturdenkmäler in Schotten sind für Einartshausen 23 einzelne unter Denkmalschutz stehende Kulturdenkmäler aufgeführt.